# Why (canção de Taeyeon)
"Why" é uma canção gravada pela cantora sul-coreana Taeyeon para seu segundo extended play (EP) de mesmo nome. Foi lançada como o seu segundo single em 28 de junho de 2016 pela SM Entertainment. As letras foram escritas por Jo Yoon-kyung, enquanto sua composição ficou a cargo de LDN Noise, Lauren Dyson e Rodnae "Chikk" Bell. Musicalmente, "Why" é descrita como uma canção híbrida de EDM e R&B com elementos de tropical house, em oposição as baladas, estilo assinatura de Taeyeon. "Why" possui letras que abordam um desejo de escapar de uma vida sufocante.
"Why" recebeu críticas positivas dos críticos de música, que foram favoráveis aos estilos musicais refrescantes da faixa, bem como ao desempenho vocal de Taeyeon. Comercialmente, "Why" alcançou o número sete pela tabela musical sul-coreana Gaon Digital Chart e de número seis pela estadunidense Billboard World Digital Songs. Em dezembro de 2016, a canção atingiu vendas de 689.209 unidades digitais na Coreia do sul.
Dois vídeos musicais foram lançados de "Why", o primeiro foi dirigido por Im Seong-gwan que estreou simultaneamente com o lançamento do single. Filmado na Califórnia, Estados Unidos, a produção mostra Taeyeon fazendo uma viagem para se reenergizar. Uma segunda versão dançante, com Taeyeon realizando a coreografia da canção, foi lançada em 4 de julho de 2016. Para promover "Why", Taeyeon realizou um evento chamado Countdown Night antes do lançamento de "Why" no aplicativo V do portal Naver. Ela também apresentou-se em programas musicais, incluindo Music Bank, Show! Music Core e Inkigayo. Em adição, a canção também foi incluída Butterfly Kiss, turnê coreana de Taeyeon realizada em julho e agosto de 2016.

## Antecedentes e lançamento
Taeyeon fez sua estreia oficial como cantora solo em outubro de 2015, através de seu primeiro extended play intitulado I, que alcançou o segundo lugar na Gaon Album Chart na Coreia do sul, vendendo mais de 140.000 cópias físicas no país. Após o êxito de I, Taeyeon lançou "Rain", um single para o projeto de música digital da SM, a SM Station, que alcançou o topo da Gaon Digital Chart na Coreia do sul. À medida que sua popularidade se consolidava, SM anunciou em 17 de junho de 2016, que o segundo EP de Taeyeon, Why, seria lançado em 28 de junho. O EP tornou-se um êxito instantâneo na Coreia do sul, ultrapassando uma pré-venda de 102.598 cópias. Posteriormente, estreou no topo da Gaon Album Chart.
Why produziu dois singles, o primeiro foi "Starlight", uma parceria de Taeyeon com o cantor de R&B alternativo Dean, que foi lançado em 25 de junho de 2016 pela SM. A seguir, "Why" tornou-se o segundo single, sendo disponibilizado para download digital três dias após o lançamento de "Starlight".

## Composição
De acordo com o encarte do EP homônimo, as letras de "Why" foram escritas por Jo Yoon-kyung, enquanto sua música foi composta por LDN Noise, Lauren Dyson e Rodnae "Chikk" Bell. Suas produção difere-se dos estilos baseados no gênero balada de Taeyeon, sendo descrita como um híbrido de EDM e R&B "da moda". Chester Chin, da publicação malaia The Star, caracterizou a faixa como uma canção inspirada em tropical house, instrumentada por sintetizadores "giratórios" e batidas eletrônicas. Jeff Benjamin escrevendo para Fuse notou que "Why" apresenta "bateria esparsa de guitarra" e uma batida "zonza" de tropical house, e comparou os estilos musicais da canção aos do single "Middle" de DJ Snake (2015).
Escrevendo para a Billboard, Benjamin e Jessica Oak descreveram "Why" como uma faixa electropop. Em um episódio de Pops in Seoul transmitido pela Arirang TV em 12 de julho de 2016, a própria Taeyeon descreveu "Why" como uma canção de tropical house que "faria você se sentir revigorado e querer dançar", ela também considerou-a uma faixa adequada para o verão. As letras de "Why" detalham o desejo de escapar de uma vida sufocante para se reenergizar. Moon Wang-sik, da Star News, também observou uma hesitação no sonho de uma "fuga repentina da vida cotidiana".

## Promoção
Em 27 de junho de 2016, antes do lançamento do single e de seu EP homônimo, Taeyeon realizou um evento ao vivo chamado Countdown Night no aplicativo V do portal Naver, apresentando as faixas do álbum e se comunicando com seus fãs. Após o lançamento do EP, Taeyeon apresentou a faixa-título "Why" em três programas musicais: Music Bank da KBS2 em 1º de julho, Show! Music Core da MBC em 2 de julho, e Inkigayo da SBS em 3 de julho. Mais tarde, em 10 de julho, o single alcançou o primeiro lugar no Inkigayo, com base em vendas digitais, vendas físicas (vendas de álbuns), contagem de visualizações no YouTube e contagem de votos dos espectadores. Apesar disso, Taeyeon não compareceu ao programa naquele dia devido a conflitos de agenda. Para promover ainda mais o EP, ela embarcou em uma série de concertos intitulados Butterfly Kiss. O concerto aconteceu em Seul no Olympic Park de 9 a 10 de julho de 2016, e em Busan no KBS Hall de 6 a 7 de agosto de 2016. "Why" foi incluída na lista de canções, que consistiu de 22 canções no total.

## Recepção

### Crítica profissional
"Why" recebeu críticas geralmente favoráveis dos críticos de música. Chester Chin, do The Star, observou a "mudança de 180 graus" nos estilos musicais da canção, como um desvio do som de assinatura de Taeyeon, descrevendo a faixa como uma canção "neon-colorida" que toca como "uma evolução progressiva" em vez de "simplesmente emular" um som mais "americanizado". Ele também elogiou a instrumentação de "Why" por apresentar Taeyeon como "uma performer incrivelmente dinâmica". Jeff Benjamin escrevendo para Fuse elogiou "Why" como sendo "um ornamento para os vocais poderosos de Taeyeon", com "harmonias precisas e uma punção emocional", o que foi considerado incomum para um lançamento típico de EDM. Lee Seo-jin da publicação Korea JoongAng Daily apelidou o single como "refrescante", enquanto Go Jae-wan da publicação The Chosun Ilbo sentiu-se entusiasmado com os estilos musicais da faixa, bem como os vocais "legais" de Taeyeon, que fariam a canção "explodir o calor" daquele período de verão.
| Crítica/Publicação | Lista                                         | Classificação | Ref.   |
| ------------------ | --------------------------------------------- | ------------- | ------ |
| KultScene          | 50 Melhores Canções Coreanas de 2016: Part 2  | 11            | [ 20 ] |
| Tone Glow          | As 30 Melhores Canções de K-Pop de 2016       | 11            | [ 21 ] |
| Medium             | 25 Melhores Canções de K-Pop dos Anos de 2010 | 11            | [ 22 ] |

### Reconhecimento
| Programa | Emissora | Data                | Ref.   |
| -------- | -------- | ------------------- | ------ |
| Inkigayo | SBS      | 10 de julho de 2016 | [ 23 ] |

## Vídeo musical
Há dois vídeos musicais de acompanhamento para "Why". O vídeo original, dirigido por Im Seong-gwan, estreou simultaneamente com o lançamento do single. Sua sinopse segue o conteúdo lírico da canção, retratando Taeyeon como a protagonista, que deseja escapar de uma vida sufocante para se reenergizar. O local de filmagem foi decidido pela própria Taeyeon como sendo a Califórnia. Ela explicou o motivo no Pops of Seoul: "Eu queria escolher um local onde eu tivesse criado memórias maravilhosas antes. Quando se trata de um lugar liberal, legal, ensolarado e bonito, LA vem à mente primeiro, e é por isso". O vídeo foi elogiado por Jeff Benjamin da Fuse, que escreveu que a produção "mostra um novo lado de Taeyeon" e descreve seu estilo de moda como sendo "intenso". Ecoando o ponto de vista de Benjamin, Susan Min da CJ E&M expressou: "Taeyeon mostra um lado dela que nunca vimos antes [...] com condimentos que especialmente chamam a atenção".
Uma segunda versão de vídeo foi lançada em 4 de julho de 2016. Com o pano de fundo de cores brilhantes e luzes piscantes, o vídeo se concentra nas habilidades de dança de Taeyeon e apresenta coreografias criadas para a canção. Um editor da BNT News comentou que a performance de Taeyeon "satisfaria as necessidades dos fãs globais", enquanto a rede australiana Special Broadcasting Service considerou a coreografia como sendo "seriamente impressionante" que "definitivamente exigia um pouco de prática".

## Desempenho nas paradas musicais
O lançamento de "Why" tornou-se o primeiro single de Taeyeon a não entrar no top cinco da Gaon Digital Chart, desde sua estreia como solista em 2015. A faixa estreou em número sete na edição da parada referente a semana de 26 de junho a 2 de julho de 2016. Na semana seguinte, posicionou-se em número nove. "Why" foi a décima terceira canção com o melhor desempenho em julho de 2016 pela Gaon Digital Chart, com base em vendas digitais, streaming e downloads digitais pagos de faixas instrumentais. Até dezembro de 2016, "Why" adquiriu vendas de 689.209 cópias digitais na Coreia do sul.
Internacionalmente, "Why" estreou em número sete na edição de 16 de julho de 2016 da Billboard World Digital Songs. Na semana seguinte, subiu para seu pico de número seis. O single permaneceu na parada por seis semanas antes de sair da tabela na edição de 27 de agosto de 2016.
| Parada musical (2016)                          | Melhor posição |
| ---------------------------------------------- | -------------- |
| Coreia do Sul (Gaon Digital Chart)             | 7              |
| Estados Unidos (Billboard World Digital Songs) | 6              |

| Parada musical (2016)              | Melhor posição |
| ---------------------------------- | -------------- |
| Coreia do Sul (Gaon Digital Chart) | 100            |

## Créditos e pessoal
Créditos de elaboração de "Why" são adaptados do encarte do EP Why.
Produção
- S.M. Yellow Tail Studio – gravação, mixagem
- S.M. Blue Ocean Studio – gravação
- MonoTree Studio – edição vocal

Pessoal
- Taeyeon – vocais
- Jo Yoon-kyung – letras em coreano
- G-high – direção vocal, operador de Pro Tools
- LDN Noise – composição, arranjo, produção
- Lauren Dyson – composição, arranjo
- Rodnae "Chikk" Bell – composição, arranjo